# شوراب (سرخس)
شوراب، روستایی است از توابع بخش مرزداران شهرستان سرخس در استان خراسان رضوی.
این روستا در دهستان پل خاتون قرار دارد و بر اساس سرشماری سال ۱۳۸۵ جمعیت آن (۱۱۱ خانوار) ۶۱۰ نفر است.
این روستا به سه بخش تقسیم شده‌است.
- شوراب علیا ۳۲۵ نفر
- شوراب وسطی ۵۷ نفر
- شوراب سفلی ۲۲۸ نفر

## منبع
1. «: کمیته تخصصی نام نگاری و یکسان‌سازی نام‌های جغرافیایی ایران :». بایگانی‌شده از اصلی در ۲۹ اوت ۲۰۱۱. دریافت‌شده در ۱۹ ژوئیه ۲۰۱۱.
2. ↑  «نتایج سرشماری ایران در سال ۱۳۸۵». درگاه ملی آمار. بایگانی‌شده از روی نسخه اصلی در ۲۱ آبان ۱۳۹۲.